# Catedral de la Santísima Trinidad (Sonsonate)
La Catedral de la Santísima Trinidad o simplemente Catedral de Sonsonate es el nombre que recibe un edificio religioso afiliado a la Iglesia Católica que se encuentra ubicada en la ciudad de Sonsonate en el departamento del mismo nombre, en la parte oeste del país centroamericano de El Salvador. Como su nombre lo indica esta dedicada al misterio cristiano de la Santa Trinidad.
El actual edificio empezó como parroquia "central" y fue bendecido en 1887, un Viernes de Dolores 1 de abril de ese año, siendo elevado al estatus de catedral en 1986. Se trata de un templo que sigue el rito romano o latino y es la iglesia principal de la diócesis de Sonsonate (Dioecesis Sonsonatensis) que fue creada mediante la bula "De grege Christi" del entonces papa Juan Pablo II.
Esta bajo la responsabilidad pastoral del obispo Constantino Barrera Morales.
Las principales Imágenes del templo catedralicio son: 
La Patrona de Sonsonate Santa María de Candelaria, Jesús Nazareno "Protector Perpetuo" de Sonsonate (segundo Nazareno en consagrarse en El Salvador) junto a la Santísima Virgen de Dolores en su camarín. Es el mayor punto de referencia de la Cuaresma y Semana Santa Salvadoreña; del templo emergen las imponentes procesiones del Nazareno y el Santo Entierro de Cristo (procesión más concurrida del país), y las procesiones de los Viacrucis en los viernes de Cuaresma.

## Véase también

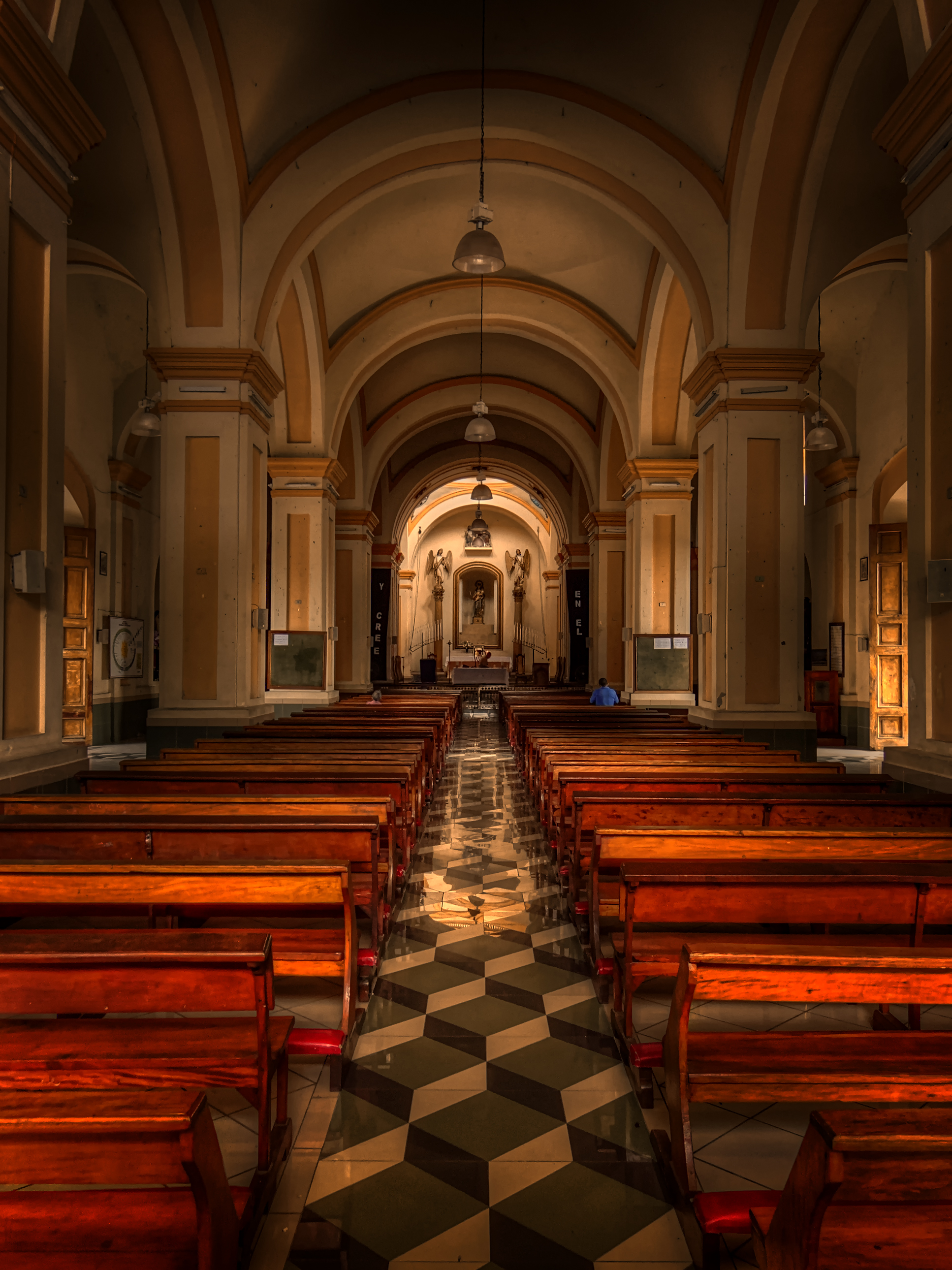
Vista Interna

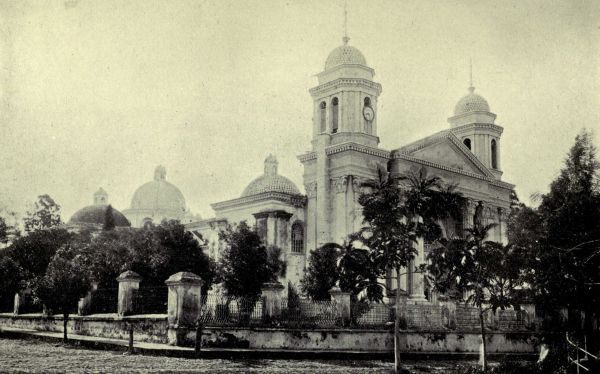
Una fotografía de la catedral de Sonsonate en 1911.